# Keiji Fujiwara
Keiji Fujiwara (藤原 啓治 Fujiwara Keiji?,  5 de octubre de 1964 - 12 de abril de 2020) fue un actor y seiyu japonés de la zona metropolitana de Tokio, que estuvo afiliado a la Agencia Air Agency.
Sus proyectos más conocidos incluían en Crayon Shin-chan como Hiroshi Nohara, Eureka Seven como Holland Novak, Initial D como Shingo Shōji, Fullmetal Alchemist como teniente coronel Maes Hughes, Zoids: Chaotic Century como Irvine, Final Fantasy VII Advent Children como Reno, Kingdom Hearts II como Axel, Angel Galaxy como el sargento Volcott. Rana, Hunter X Hunter como Leorio Paladiknight, Blood+ como Paul, Overman King Gainer como Bale Kashimaru, Mobile Suit Gundam 00 como Ali Al-Saachez y Death Note como Shûichi Aizawa, Anime y Marvel Avengers: Heroes más poderosos de la Tierra como Iron Man/Tony Stark. Él fue la voz oficial en japonés Dub-artística para los actores: Robert Downey Jr. y Matthew Lillard.

## Procedencia
Después de ser incluido en el taller dramático de Bungakuza, en la oficina Kiyama troupe, Ken Production, puso en marcha una "Air agency (Agencia de aire)" con su propia oficina en noviembre de 2006. Fue responsable de dar las clases dos veces por semana en la escuela de voz. El departamento de Omori lo designó como profesor de la Facultad de Arte de Japón en abril de 2008.[cita requerida]
Nació en Tokio y se crio en Iwate, Fujiwara se denomina a sí mismo como "ciudadano de Iwate".
"Declaration brackets cute!", fue su debut como director en 2010 con acústica (emitida en "Jean BANG! Reading Saki"). 
En octubre de 2011 ganó el premio al mejor actor de reparto de voz hecho por "Newtype x Machi ★ Asobi Anime Awards 2011".
En agosto de 2016 se tomó un receso en su actividad laboral por cuestiones de salud. Al tener que realizarse un tratamiento médico, debió abandonar los personajes que había estado interpretando. Toshiyuki Morikawa fue quien lo reemplazó en su rol como Hiroshi Nohara en la serie Shin-chan. Del mismo modo, Kenjirō Tsuda lo reemplazó en el rol como Isami Enomoto en la saga de películas de Uchuu Senkan Yamato 2202: Ai no Senshi-tachi y Hannes en Shingeki no Kyojin.

## Características
Ha estado a cargo de la función de los hombres adultos y jóvenes, principalmente desde la década del 2000 también juega un papel de viejo. Como un personaje que hace el papel de una variedad de personas y comediante frívolo en el papel de persona, tiene una personalidad feroz, como un papel de villano elegante frío, es fresco en los papeles de guapo. Su debut fue jugando un carácter fuerte del mal.
Ha trabajado como narrador en animes como "School Rumble" y "Sargento Keroro".

## Fallecimiento
El 12 de abril de 2020, falleció a los 55 años debido a un cáncer, inicialmente se pensaba que había fallecido debido a la Pandemia mundial del Covid-19, con posterioridad se aclararon las causas de su muerte.

## Roles
El texto en negrilla denota papeles principales.

### Animes
1989
- Ranma ½ como Daitokuji Kimiyasu

1992
- Crayon Shin-chan como Hiroshi Nohara

1993
- Mobile Suit Victory Gundam como Striker Eagle, Batsraff
- Nintama Rantaro como Yūzō Nomura, Sakuzō Yoshino

1994
- Blue Seed como Aragamis de Murakumo
- Mahōjin Guru Guru como Kizarandosu

1995
- Nurse Angel Ririka SOS como Moriya

1996
- B't X como Ron
- Kindaichi Shounen no Jikenbo como Kyōsuke Saeki
- Gundam Wing como Noventa, burócrata
- Rurouni Kenshin como Mikio Nagaoka
- The Vision of Escaflowne como Kajya

1997
- Hyper Police como Tachibana
- Mobile Suit Gundam: The 8th MS Team como Eledore Massis

1998
- Cowboy Bebop como Vendedor de armas (ep. 2), Hombre tatuado (ep. 7)
- Initial D como Shingo Shōji
- Lost Universe como Anfitrión
- Weiss Kreuz como Masafumi Takatori

1999
- Jubei Chan the Ninja Girl como Sai Nanohana
- Zoids: Chaotic Century como Irvine
- Shūkan Storyland como Chinpira (ep. 35)

2000
- Hajime no Ippo como Tatsuya Kimura
- The Candidate for Goddess como Azuma Hijikata

2001
- Galaxy Angel como Comandante Volcott O. Huey
- Baki the Grappler como Orochi Katsumi
- Hikaru no Go como Seiji Ogata
- Zoids: New Century Zero como Jack Cisco

2002
- Heat Guy J como Ken Edmundo
- Abenobashi Mahō☆Shōtengai como Papan
- Naruto como Raiga Kurosuki
- Overman King Gainer como Kashimaru Bale
- Pokémon: Generación Avanzada como Matsubusa
- The Twelve Kingdoms como Gyoso Saku)
- Transformers: Armada como Devastor (devastador)

2003
- Fullmetal Alchemist como Maes Hughes
- Immortal Grand Prix como Yamā
- Kaleido Star como Kalos
- Los viajes de Kino como Viajero A)
- MegaMan NT Warrior como PharaohMan, ZonePharaohMan
- Rainbow: Nisha Rokubou no Shichinin como Ryuuji Nomoto
- Uchū no Stellvia como Jinrai Shirogane

2004
- Kyou kara Maou! como Rodríguez
- Paranoia Agent como Shunsuke Makabe)
- Sgt. Frog (Narración, Paul Moriyama, Nyororo, hombre de entrega universal, Torifidora, Mecha Nyororo, gerente de la tienda, Karon, transeúnte)

2005
- Black Cat como Sven Vollfied
- Blood+ como Nathan Mahler
- Eureka Seven como Holland Novak
- Hachimitsu to Clover como Shūji Hanamoto
- Kotencotenco como Shi Rudo
- Noein como Kyōji Kōriyama
- Shakugan no Shana como Kantaro Sakai
- Trinity Blood como Isaak Fernand von Kämpfer

2006
- Ghost in the Shell: S.A.C. 2nd GIG como el sargento Rodd
- Ghost Slayers Ayashi como Ryūdō Yukiatsu
- Gintama como Zenzō Hattori
- Jyu Oh Sei como el coronel Heimdal
- Kashimashi: Girl Meets Girl como Hitoshi Sora
- Shijō Saikyō no Deshi Ken'ichi como Loki
- Tonagura! como Míster Kagura

2007
- Baccano! como Ladd Russo
- Bakugan Battle Brawlers como Drago
- Death Note como Shuichi Aizawa
- Mobile Suit Gundam 00 como Ali Al-Saachez
- Reideen como Terasaki Soji
- Romeo x Juliet como Lancelot
- Sky Girls como Soya Togo
- sola como Takeshi Tsujido
- Wangan Midnight como Machida

2008
- Antique Bakery como Keiichiro Tachibana
- Hyakko como Kyōichirō Amagasa
- Michiko to Hatchin como Lúcio Damão
- Nabari no Ō como Kannuki
- Real Drive como Eiichiro Kushima
- Shigofumi: Stories of Last Letter como Division Manager
- Shikabane Hime: Aka como Keisei Tagami
- To Aru Majutsu no Index II como Amata Kihara
- Xam'd: Lost Memories como Raigyo Tsunomata

2009
- Bakugan Battle Brawlers: New Vestroia como Drago
- Fullmetal Alchemist: Brotherhood como Maes Hughes
- Hajime no Ippo: New Challenger como Tatsuya Kimura
- Miracle Train: Ōedo-sen e Yōkoso como Shashō
- Sengoku Basara (anime) como Matsunaga Hisahide

2010
- Arakawa Under the Bridge como jefe de la aldea
- Bakugan Battle Brawlers: Gundalian Invaders como Drago
- Durarara!! como Kinnosuke Kuzuhara
- Marvel anime como Tony Stark
- Nurarihyon no mago como Rihan Nura
- The Tatami Galaxy como Seitarō Higuchi

2011
- Ao no Exorcist como Shiro Fujimoto
- Blood-C como Tadayoshi Kisaragi
- Hōrō Musuko como Shiina
- Hunter x Hunter como Leorio Paradinight
- Mayo Chiki! como Nagare Konoe)
- Tiger & Bunny como Jake Martinez
- Un-Go como Yajima
- Ojarumaru como Koishi

2012
- Eureka Seven AO como Renton Thurston
- Jormungand como Dominique
- JoJo's Bizarre Adventure the Animation como Esidisi
- Fairy Tail como Mato/Toma E. Fiore
- Magi como Hinahoho
- Phi Brain: Puzzle of God como Kaidō Baron
- Moretsu Space Pirate como Hyakumanako
- Majide otakuna ingurisshu! Ribon-chan 〜eigo de tatakau mahō shōjo〜 (Narración (japonesa))
- Kokoro Connect como Gotō Ryū Yoshi
- Aquarion Evol como Zen Fudo

2013
- Space Battleship Yamato como Isami Enomoto
- Senran Kagura como Kiri Yoru
- Tamako Market como Kitashirakawa
- Shingeki no Kyojin como Hannes
- Hajime no Ippo RISING como Tatsuya Kimura
- Hakkenden: Tōhō Hakken Ibun como Nachi Hinozuka

2015
- Death Parade como Tatsumi
- Ushio to Tora como Shigure Aotsuki
- Shinmai Maou no Testament como Jin Tōjō

2016
- Joker Game como Masayuki Oikawa (ep 4)
- Danganronpa 3: The End of Kibougamine Gakuen - Zetsubou-hen como Koichi Kizakura
- Dagashi Kashi como Yō Shikada

2019
- Dr. Stone como Ishigami Byakuya
- One Piece como El Almirante Ryokugyu (episodio 882)

2020
- The God of High School como El presidente de los Estados Unidos

### Papeles de CD
- Pyū to Fuku! Jaguar (Jaguar Jun'ichi - 2007)
- Vassalord (Johnny Rayflo)

### OVA
1992
- Goriraman (como Nakajima)

1999
- Mobile Suit Gundam: The 8th MS Team (como Eledore Massis)

2000
- Hajime no Ippo (como Kimura Tatsuya)

2001
- Sakura Taisen: The Movie (como Haruyoshi Tanuma)

2001
- Kizuna: Bonds of Love (como Kei Enjouji)

2005
- Final Fantasy VII: Advent Children (como Reno)
- Final Fantasy VII: Last Order (como Reno)

2006
- Sky Girls (como Soya Togo)

### Películas
- Conde Brocken en Mazinger Z: Infinity
- Men-Men en Dragon Ball Z: Super Senshi Gekiha!! Katsu No wa Ore da

### Videojuegos
- Gabriel en Castlevania: Lords of Shadow
- Sigint en Metal Gear Solid 3: Snake Eater y Metal Gear Solid: Portable Ops
- Drebin en Metal Gear Solid 4: Guns of the Patriots
- Bowman Jean en Star Ocean: The Second Story
- Axel/Lea en Kingdom Hearts (serie)
- Maximillian Schneider & Patrick en Growlanser II: The Sense of Justice
- Lucifer Landberd y King Airyglyph XIII en Star Ocean: Till the End of Time
- Iron Man en Marvel: Ultimate Alliance 2
- Reno en Crisis Core: Final Fantasy VII
- Izana Kunagiri en Final Fantasy Type-0
- León en Luminous Arc
- Gate en Rockman X6
- Bass en Mega Man Network Transmission
- Matsunaga Hisahide en Sengoku BASARA 2: Heroes
- Vladimir Makarov en Call of Duty: Modern Warfare 3
- Oigen en Arc Rise Fantasia
- Dr. Tomuki en Ape Escape 3
- Jackal en The Last Story
- Scardigne en White Knight Chronicles II
- Kraz Muehler en Phantasy Star Portable 2
- Zecs/Alexandria en Armen Noir
- Zazarland en Gloria Union
- Ralph en Granado Espada
- Onikage en Tenchu: Shadow Assassins
- Munenori Yagyu en Onimusha: Dawn of Dreams
- Kagura Mutsuki en Blazblue: Chrono Phantasma
- Máster Yi en League Of Legends
- Garen en League Of Legends
- Miles Strand ' 'en' ' Code Realize: Wintertide miracles
- Mewtwo en Super Smash Bros Ultimate
- Haku en Utawarerumono: Mask of deception, Mask of truth, Zan
- Homare Nishitani en Yakuza 0
- Ardyn Izunia en Final Fantasy XV
- Lao en Xenoblade Chronicles X

### Doblajes
Entre paréntesis va el personaje.
- 102 dálmatas (Kevin Shepherd)
- The Amityville Horror (George Lutz)
- The Avengers (Tony Stark (Robert Downey Jr.))
- The Avengers: Earth's Mightiest Heroes (Iron Man/Tony Stark)
- Andromeda (Telemachus Rhade)
- Batman: The Brave and the Bold (The Joker/Red Hood (Jeff Bennett), Norville "Shaggy" Rogers)
- Beast Wars  (Dinobot)
- Bionicle: Mask of Light (Pohatu)
- The Boondocks (Ed Wuncler III (Charlie Murphy))
- Charlie y la fábrica de chocolate (DVD edition) (Willy Wonka (Johnny Depp))
- Chespirito (Chómpiras (Roberto Gómez Bolaños))
- Gadget y los Gadgetinis (Colonel Nozzaire)
- The Dark Knight (DVD edition) (The Joker (Heath Ledger))
- Dragonheart: Un nuevo comienzo (VHS Edition) (Drake)
- Frasier (Niles Crane)
- Inspector Gadget (Gadget (Matthew Broderick))
- In the Cut (John Graham)
- Iron Man (Tony Stark (Robert Downey Jr.))
- Iron Man 2 (Tony Stark (Robert Downey Jr.))
- Kung Fu Panda 2 (Lord Shen)
- L.A. Confidential (Ed Exley)
- Lost (James "Sawyer" Ford)
- Lucky You (Huck Cheever)
- Memphis Belle (Sergeant Clay)
- Me, Myself & Irene (DVD edition) (Charlie Baileygates/Hank Evans)
- The Mighty Ducks filmes (Gordon Bombay)
- Oso Paddington (Paddington)
- Platoon (Private Bunny) (Kevin Dillon)
- Scooby-Doo (Norville "Shaggy" Rogers (Matthew Lillard))
- Scooby-Doo! Abracadabra-Doo (Norville "Shaggy" Rogers)
- Scooby-Doo! Camp Scare (Norville "Shaggy" Rogers)
- Scooby-Doo! Legend of the Phantosaur (Norville "Shaggy" Rogers)
- Scooby-Doo! Mystery Incorporated (Norville "Shaggy" Rogers)
- Shallow Grave (Alex)
- Sherlock Holmes (Sherlock Holmes (Robert Downey Jr.))
- Star Trek: Deep Space Nine (Julian Bashir)
- Street Fighter (Ken)
- Transformers Animated  (Grimlock)
- Transformers Armada  (Scavenger)
- Transformers Prime  (Megatron)
- TUGS (Big Mac, Sea Rogue, Frank)
- Mentes en blanco (Rancher Shirt)
- Van Helsing (Dracula)
- Watchmen (Dr. Manhattan)

### Tokusatsu
Tokumei Sentai Go-Busters - Nick the Cheetah

## Sucesores
Tras su descanso y lucha contra la enfermedad y su muerte, las siguientes personas asumieron sus roles
- Kenjirō Tsuda
- Toshiyuki Morikawa
- Hiroaki Hirata
- Kazuya Nakai
- Rikiya Koyama
- Kazuhiro Yamaji
- Kazuhiko Inoue
- Kenyū Horiuchi
- Kōichi Yamadera
- Takahiro Sakurai
- Tōru Ōkawa
- Yōhei Tadano
- Yūma Uchida
- Tomokazu Seki
- Tomokazu Sugita
- Junichi Suwabe
- Tesshō Genda
- Showtaro Morikubo
- Kazuyuki Okitsu
- Fuminori Komatsu
- Yasunori Matsumoto
- Tatsuhisa Suzuki